# Прапор Білоцерківського району
Пра́пор Білоцеркі́вського райо́ну — офіційний символ Білоцерківського району.

## Опис
Прапор району являє собою прямокутне полотнище зі співвідношенням сторін 2:3, яке складається з трьох однакових за шириною горизонтальних смуг. Верхня — синя, середня — малинова (колір прапора Білої Церкви), нижня — жовта (елемент прапора Київської області). У синій частині біля древка — жовті лук з трьома стрілами (елемент герба Білої Церкви) та колос у вигляді рогу достатку — символізує високі врожаї зернових культур.